# 柏座
柏座（かしわざ）は、埼玉県上尾市の町名。現行行政地名は柏座一丁目〜四丁目。住居表示実施済み。郵便番号は362-0075。
市の統計などでは上尾地区で分類されている。

## 地理
埼玉県の中央地域（県央地域）で、上尾市中央部の町域の東部は大宮台地上、西部は鴨川左岸沿いの低地に位置する。
町域の東側を上町や宮本町と接し、南側を谷津や富士見と接し、西を今泉、北側を弁財や春日と接する。北部では緑丘、東部では仲町とも僅かに接する。
町域の東部を高崎線が通り、南部および南端を東西に上尾平方線（市民体育館通り）が通り、町域の西境となる今泉との境を鴨川が流れ、富士見橋が架けられている。全域が市街化区域で主に第一種住居地域や第二種住居地域（四丁目は主に第一種低層住居専用地域）に指定され、上尾駅前付近は商業地域で上尾平方線沿線は近隣商業地域となっているが、全体的には住宅地が広がっている。
地内に柏座遺跡（県遺跡番号：14-212）や柏座三丁目遺跡（県遺跡番号：14-175）住居跡やピットなどの遺構や土器片・石器の遺物が発掘されている。

### 地価
住宅地の地価は、2018年（平成30年）の公示地価によれば、柏座四丁目7−34の地点で13万5000円/m2となっている。

## 歴史

旧上尾駅

もとは江戸期より存在した武蔵国足立郡大谷領に属する柏座村であった。谷津村・宮下村・川村・沖之上村・中妻村のうちに飛地を領していた。中世期の屋敷である曽我殿屋敷が村内（現在のパーク上尾付近）に存在していたと云われている。村高は正保年間の『武蔵田園簿』では460石余（田168石余、畑282石余、山高10石）、『元禄郷帳』および『天保郷帳』によると325石余であった。化政期の戸数は28軒で、村の規模はおよそ東西8町余、南北13町余であった。
地名については「柏」の字が自然堤防などの傾斜地を意味し、鴨川流域の自然堤防に由来するものと云われている。
1875年（明治8年）の農業産物高は『武蔵国郡村誌』によると米84.4石、陸稲7石、大麦150石、小麦55石、大豆45石、小豆4石、栗27石、稗30石、蕎麦5石であった。
はじめは幕府領、1624年（寛永元年）より知行は旗本柴田氏。なお、検地は1661年（寛文元年）に実施。また、持添新田を領しており、その検地は1625年（寛永2年）に実施。正保〜元禄年間頃に柏座村より谷津村、および柏座村の枝郷である春日谷津村を分村する。1698年（元禄11年）より上知され再び幕府領（代官支配地）となり、日乗院には10石の寺領が付与されたが、のちに幕府領の一部が旗本春日氏（従五位下春日河内守貞顯）の知行地となる。
- 幕末の時点では足立郡柏座村であった。知行は旗本春日邦三郎および幕府領（代官支配地）[18]であった。日乗院の寺領も存在した[注釈 2]。
- 1868年（慶応4年）6月19日 - 武蔵知県事・山田政則（忍藩士）の管轄となる。
- 1869年（明治2年）
  - 1月13日 - 武蔵知県事・宮原忠英の管轄区域に大宮県を設置。県庁は東京府馬喰町に置かれる。
  - 9月29日 - 県庁が浦和に置かれ浦和県に改称。
- 1871年（明治4年）11月13日 - 第1次府県統合により埼玉県の管轄となる。
- 1872年（明治5年）
  - 3月 - 大区小区制施行により第19区に属す[19][20]。
  - 11月 - 同禅寺（新義真言宗、日乗院末）や真竜寺（同）が廃寺となる[21]。同禅寺跡地に墓地や庚申塔（柏座の享保十三年銘庚申塔）[22]が残る。
- 1879年（明治12年）3月17日 - 郡区町村編制法により成立した北足立郡に属す。郡役所は浦和宿に設置。
- 1883年（明治16年）7月28日 - 日本鉄道（現高崎線）の上野〜熊谷間が開通し、上尾停車場（現上尾駅）が開設される[23]。
- 1884年（明治17年）7月14日 - 連合戸長役場制により成立した上尾宿連合に属す。連合戸長役場は上尾宿に設置[24]。
- 1889年（明治22年）4月1日 - 町村制施行に伴い、柏座村を含む区域をもって上尾町が成立、上尾町の大字柏座となる[10]。
- 1955年（昭和30年）1月1日 - 町村合併促進法の施行に伴い、上尾町が平方町・原市町・大石村・上平村・大谷村と合併して上尾町が改めて成立する[25]。上尾町の大字となる。
- 1907年（明治40年）8月 - 芝宮社を春日社に合祀する[26]。
- 1908年（明治41年）3月 - 谷津の鎮守氷川社を春日社に合祀し、芝宮社の旧境内の場所に遷座する[26]。
- 1932年（昭和7年）8月 - 地内で現在の柏座一丁目10-3の場所に「東洋時計製作所」（後の東洋時計工業）が東京府下谷区上野元黒門町（現上野）より移転する[27]。上尾の五大工場[注釈 3]のひとつ。
- 1935年（昭和10年）7月1日 - 地内の柏座685番地に「私立東洋時計上尾青年学校」が設立される[28]。
- 1937年（昭和12年） - 地内で現在の柏座三丁目1-43の場所に「大塚伸銅所」（後の伸東洋銅所、現日立アロイ）が東京府板橋区成増より移転する[27]。上尾の五大工場のひとつ。
- 1950年（昭和25年） - 地内に「町立上尾病院」（後の上尾市立病院）が開設される[29]。
- 1955年（昭和30年）1月1日 - 町村合併促進法の施行に伴い、上尾町が平方町・原市町・大石村・上平村・大谷村と合併して新たな上尾町が成立する[25]。上尾町の大字となる。
- 1958年（昭和33年）7月15日 - 上尾町が市制施行し[25]、上尾市の大字となる。
- 1962年（昭和37年） - 地内に「上尾自動車学校」（現ファインモータースクール上尾）が創立される[30][31][注釈 4]。
- 1964年（昭和39年）
  - 3月 - 地内に上尾市立富士見小学校が建設され、上尾市立上尾小学校の仮校舎から移転する[32]。また、地内の「上尾市立病院」が閉鎖される[29]。
  - 12月 - 閉鎖した「上尾市立病院」を引き継ぎ、地内に上尾中央医院（現上尾中央総合病院）が創立される[33]。
- 1965年（昭和40年）7月1日 - 大字柏座の一部が上町の一部となる[34][10]。
- 1966年（昭和41年） - 住居表示に関する法律に基づき住居表示（第二次）が実施され[35]、大字柏座の一部より大字谷津および大字春日谷津の各一部と併合して柏座一〜三丁目が成立、また、大字柏座の一部が住居表示を実施して春日・谷津・富士見・弁財の一部となる[34][10]。これにより「上尾自動車学校」の住所が大字柏座から春日1丁目（旧臼田倉庫の場所）となり、立地地区から外れる。
- 1967年（昭和42年）7月1日 - 住居表示に関する法律に基づき住居表示（第三次）が実施され、大字柏座より柏座四丁目が成立[35]、また、大字柏座の一部が大字谷津および大字上尾宿および大字上尾村の各一部と併合され、住居表示を実施して緑丘（一丁目）の一部となる[35][36][10]。
- 1970年（昭和45年）4月 - 地内に市立「柏座保育所」が開所する[37]。
- 1971年（昭和46年）
  - 8月7日 - 大字柏座の一部が浅間台の一部となる[38][10]。
  - 9月18日 - 混雑緩和や危険防止を目的に上尾駅北側に、上尾市管理橋では最長である宏栄橋が開通する[39][40]。開通当初から西口への一方通行の橋である。着工は1970年11月で、工費は1億8100万円であった。
- 1975年（昭和50年）
  - 5月 - 地内に「上尾市農産物直売所」が開所する[41][注釈 5]。
  - 7月2日 - 大字柏座の一部が西宮下の一部となる[42][10]。これにより大字柏座は消滅する。
  - 10月 - 地内に都市計画街路、上尾平方線（駅前通り）が開通する[37]。
- 1978年（昭和53年）7月 - 地内に柏座ポンプ場が設置され、稼働開始する[37]。

- 1983年（昭和58年）

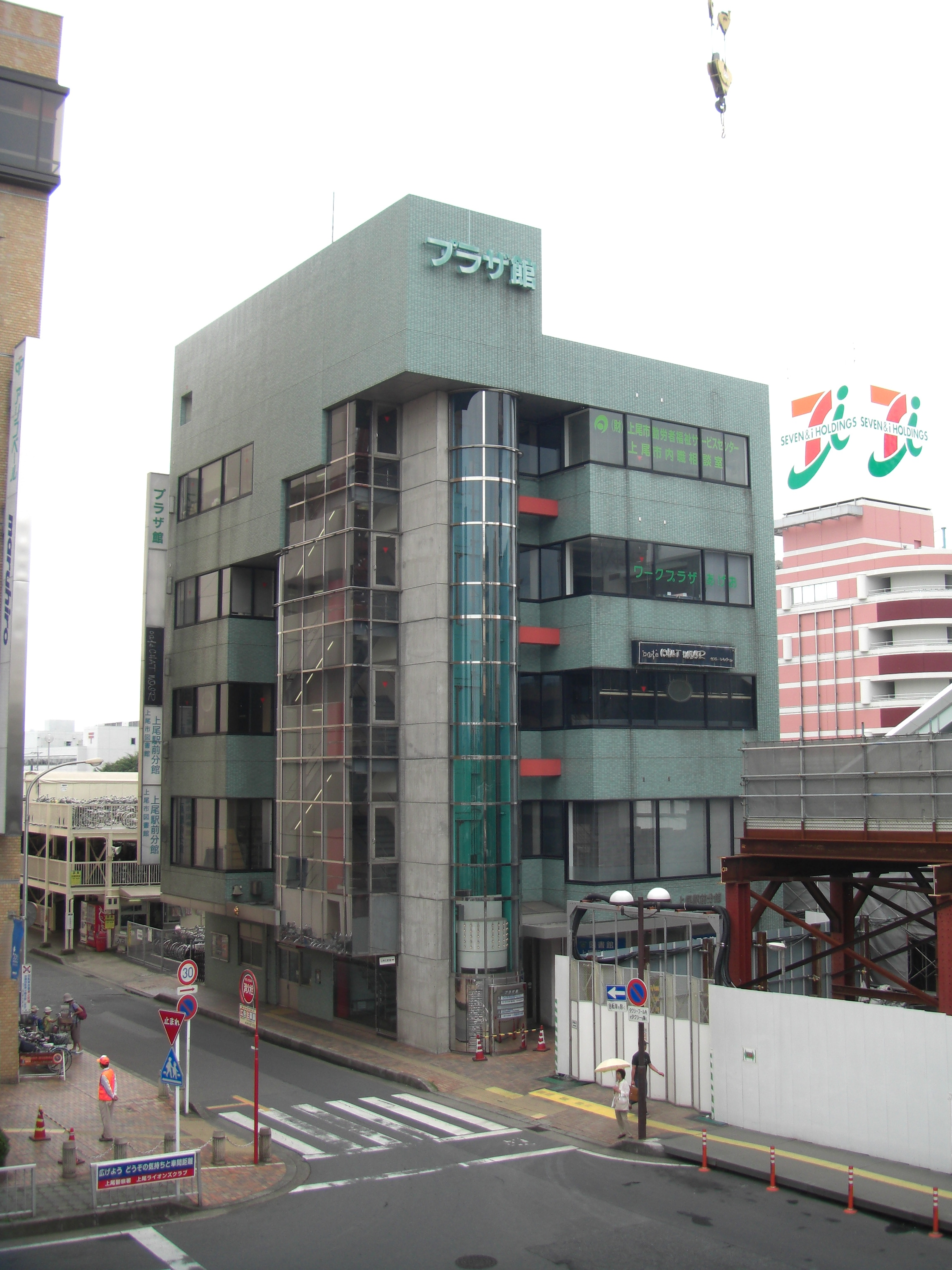
アリコベールプラザ館

  - 5月20日 - 地内に上尾市コミュニティセンターが開設される[43]。
  - 9月23日 - 上尾駅東口の再開発事業が完了[44][45]し「アリコベール上尾」がオープンする。
- 1987年（昭和62年）11月22日 - 小敷谷吉田通線の高崎線と交差するアンダーパスが完工する[37][46]（供用開始は同年12月1日[47]）。
- 2006年（平成18年）1月 - 地内のアリコベールプラザ館に図書館上尾駅前分館が開館する[37]。
- 2007年（平成19年）3月1日 - 「柏座の享保十三年銘庚申塔」が市の登録文化財（有形民俗文化財）に登録される[22]。
- 2009年（平成21年）12月16日 - 柏座の大山灯籠行事が市の登録文化財（無形民俗文化財）に登録される[48]。
- 2010年（平成22年）5月 - 地内のアリコベールプラザ館3階に「市民活動支援センター」が開所する[37]。
- 2020年（令和2年）10月1日 - 施設の老朽化のため上尾市コミュニティセンターが閉館され、リニューアル工事に着手する[49]。
- 2021年（令和3年）12月1日 - 上尾市コミュニティセンターのリニューアル工事が完工、上尾市コミュニティセンターが再オープンする[50]。オープンに先立ち、当館の自由見学会や物産の販売会が行なわれた。

### 存在していた小字
- 上原[14][51][注釈 6]
- 上尾裏
- 飛地
- 台[注釈 7]
- 前
- 一本杉

※ 『武蔵国郡村誌』には「新井」の記載があるが、現在の場所を特定できない。また『新編武蔵風土記稿』には「アラヒ」・「橋場」・「堀の内」・「宮カリ」・「駒形」・「的場」の記載があるが未確認である。

## 世帯数と人口
2019年（平成31年）1月1日現在（上尾市発表）の世帯数と人口は以下の通りである。
| 丁目       | 世帯数    | 人口    |
| ---------- | --------- | ------- |
| 柏座一丁目 | 1,149世帯 | 2,341人 |
| 柏座二丁目 | 669世帯   | 1,483人 |
| 柏座三丁目 | 1,414世帯 | 3,194人 |
| 柏座四丁目 | 589世帯   | 1,230人 |
| 計         | 3,821世帯 | 8,248人 |

## 小・中学校の学区
市立小・中学校に通う場合、学区（校区）は以下の通りとなる。高崎線東側となる柏座一丁目1〜4番地は隣接する上町などの学区に準ずる。
| 丁目       | 番地      | 小学校               | 中学校             |
| ---------- | --------- | -------------------- | ------------------ |
| 柏座一丁目 | 1〜4番地  | 上尾市立中央小学校   | 上尾市立上尾中学校 |
| 柏座一丁目 | 5番地以降 | 上尾市立富士見小学校 | 上尾市立西中学校   |
| 柏座二丁目 | 全域      | 上尾市立富士見小学校 | 上尾市立西中学校   |
| 柏座三丁目 | 全域      | 上尾市立富士見小学校 | 上尾市立西中学校   |
| 柏座四丁目 | 全域      | 上尾市立富士見小学校 | 上尾市立西中学校   |

## 事業所
2021年（令和3年）現在の経済センサス調査による事業所数と従業員数は以下の通りである。上尾市の町丁・大字別の事業所数としては、大字原市の385事業所に次いで多く、町丁では最も多い。
| 丁目       | 事業所数  | 従業員数 |
| ---------- | --------- | -------- |
| 柏座一丁目 | 137事業所 | 3,980人  |
| 柏座二丁目 | 99事業所  | 670人    |
| 柏座三丁目 | 33事業所  | 113人    |
| 柏座四丁目 | 35事業所  | 465人    |
| 計         | 304事業所 | 5,228人  |

## 交通
地区内の東部から北部にかけてJR東日本高崎線が通り、上尾駅が設置されている。

### 道路
地区内に国道や主要地方道・一般県道は通っていない。都市計画道路富士見ヶ丘中妻線（浅間通り）の延伸が計画されている。
- 上尾平方線[54]（市民体育館通り）
- 小敷谷吉田通線（はなみずき通り） - 最北部で掠める。
- 西宮下中妻線（並木通り）
- バス通り[55] - 上尾市コミュニティセンター前の通り。文字通り東武バスの路線が設定されている。
- 柏座通り[56] - すずらん通りとも。上尾中央総合病院南側の一方通行路。商店街が形成されている。

### バス
上尾駅西口駅前より西上尾第一・第二団地方面や川越方面への路線バスが多数運行されている。なおバス乗り場がある西口駅前広場は谷津二丁目に立地する。
東武バスウエスト上尾営業所
地区内は「西柏座」・「春日神社」・「弁財入口」・「柏座下」・「富士見小学校」・「柏座郵便局前」バス停留所が設置されている。
上尾市コミュニティバス「ぐるっとくん」
- 大石桶川線
- 大石領家北上尾線
- 平方丸山公園線
- 平方小敷谷循環

地区内は「西柏座」・「上尾中央総合病院」・「柏座郵便局前」バス停留所が設置されている。

## 地域

### 町内会
- 柏座一丁目町内会[59]
- 柏座二丁目町内会
- 柏座三丁目町内会
- 柏座四丁目町内会
- パーク上尾自治会
- フィーリア上尾自治会

### 祭事
- 柏座の大山灯籠行事 - 市登録無形民俗文化財[48]。春日神社にて催される。

### 寺社・史跡

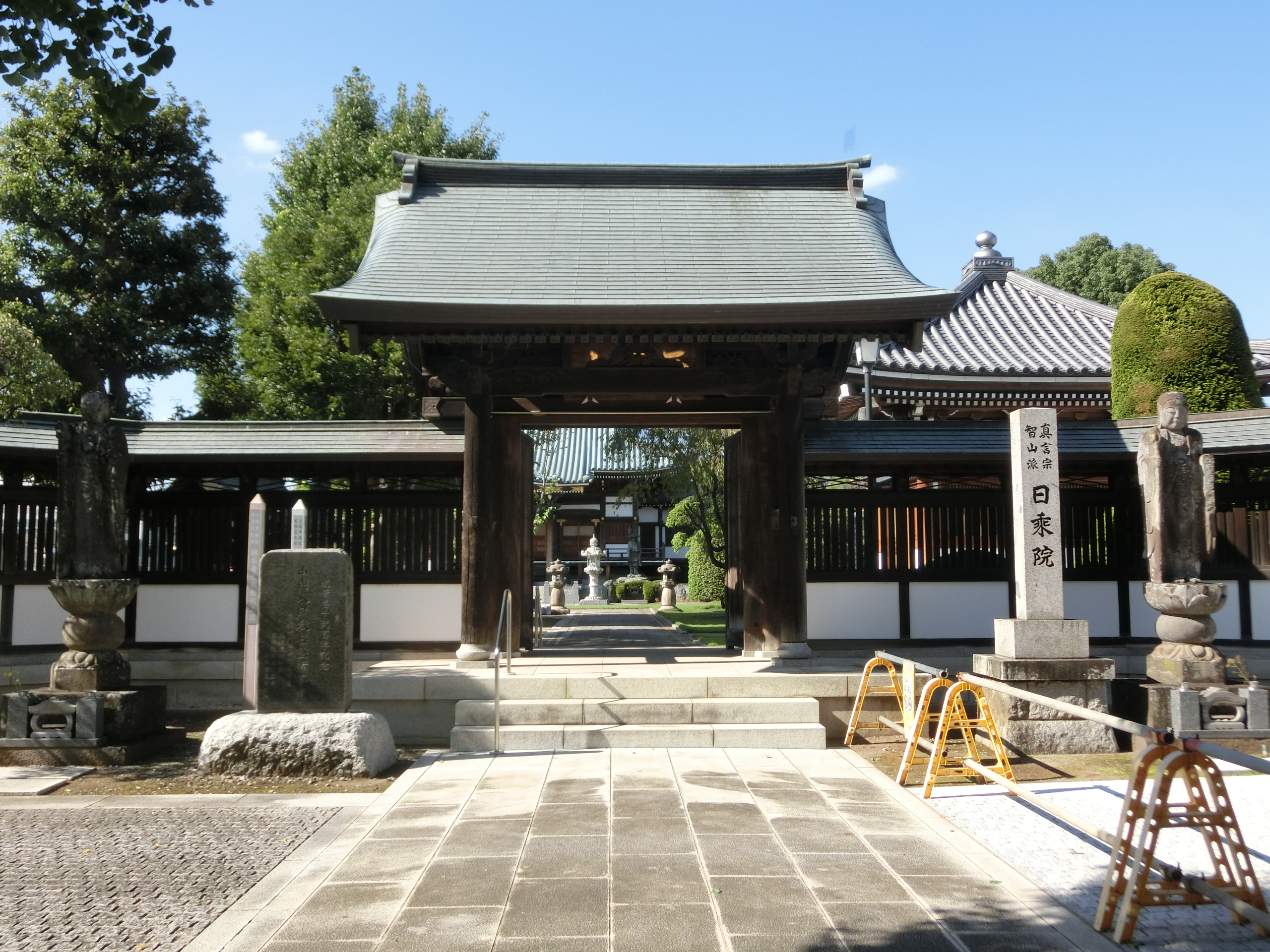
日乗院

- 日乗院[60] - 1185年（元暦2年）或いは1504年（永正元年）創建。
- 高徳寺
- 春日神社 - 戦国末期創建。平方八枝神社の兼務社[26]
- 胡桃下稲荷神社 - 柏座1丁目1−28に所在。
- 柏座遺跡[11]
- 曽我殿屋敷跡
- 柏座の享保十三年銘庚申塔[22] - 柏座2丁目6番地に所在。同禅寺の廃寺跡で墓地が残る。

### 施設

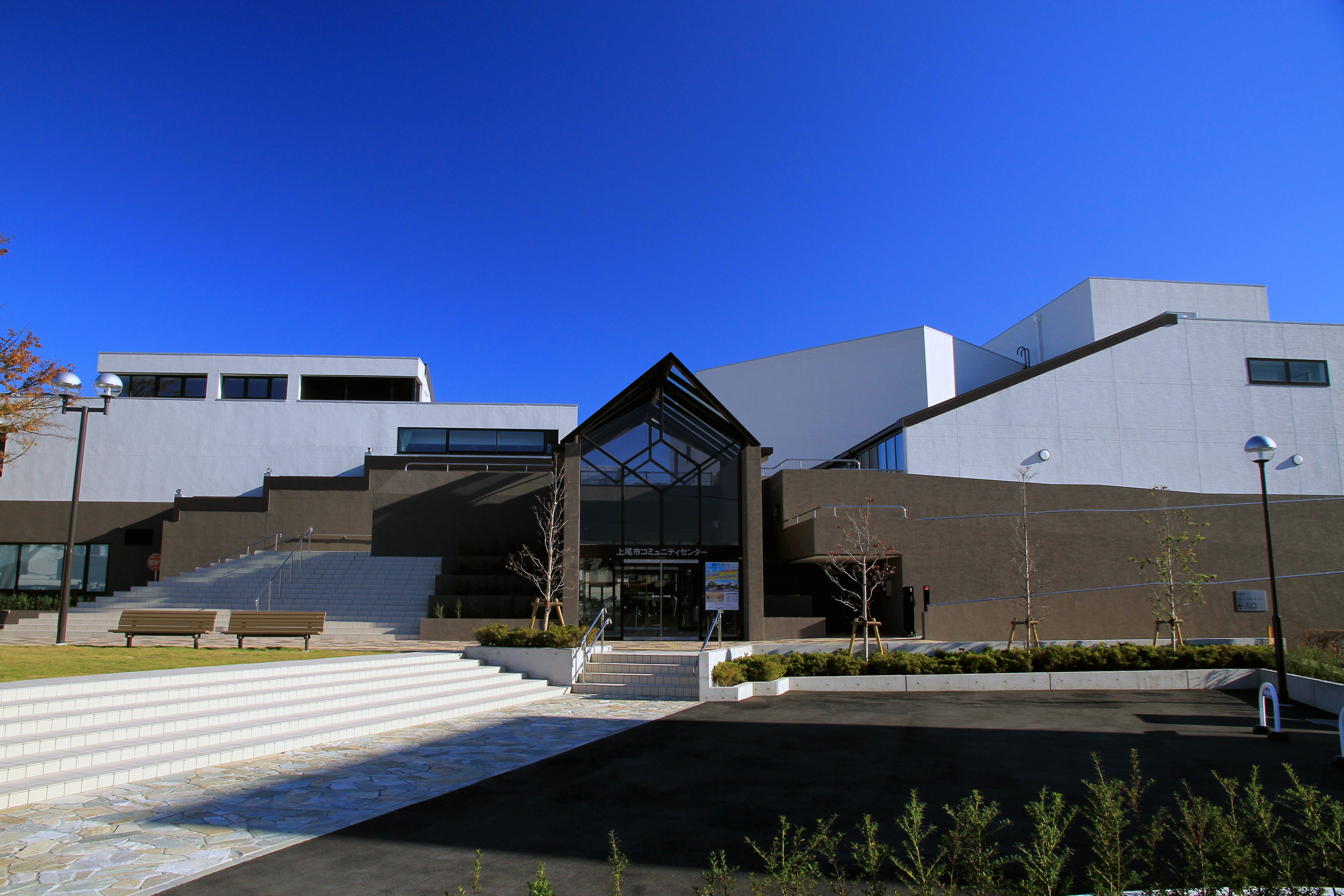
上尾市コミュニティーセンター

上尾駅前や主要な市道沿いに多数の商業施設が立地する。街区公園は少ない。
- 上尾駅
- アリコベール - ホテル館およびプラザ館が立地。デパート館、サロン館は宮本町に立地する。

  - 上尾警察署 上尾駅東口交番
  - 上尾市図書館 上尾駅前分館
- 上尾中央総合病院
- 上尾市コミュニティセンター - 指定緊急避難場所・指定一般避難所[61]
- 上尾柏座郵便局
- 上尾市立富士見小学校 - 指定緊急避難場所・指定一般避難所[61]
- 上尾市農産物直売所 - 埼玉県内では初の農産物直売所で、宏栄橋高架下に立地する[41]。立地場所は柏座と谷津に跨るが、施設の所在地は谷津である。
- 大光銀行 上尾支店
- 川口信用金庫 上尾支店
- 柏座集会所
- 柏座ポンプ場
- フィーリア公園